# Centropogon comosus
Centropogon comosus este o specie de plantă din familia Campanulaceae. Este endemică din Ecuador. Habitatul natural al speciei constă în pădurile montane tropicale sau subtropicale umede. Specia este amenințată de pierderea habitatului.